# Røræg
Røræg er æg stegt under omrøring og eventuelt efter tilsætning af væske. Uden omrøring kaldes det æggestand,
Man regner normalt med et æg per person. Man kan tilsætte væske (ca. 30 ml per æg) for at gøre røræggen blødere (fx fond, fløde, smør, mælk, vand, madolie). Salt eller/og peber kan tilsættes for at give mere smag. De piskede æg hældes i en varm stegepande med smeltet smør og steges, mens man rører, til æggene stivner. Man kan under omrøring tilsætte ingredienser som krydderier, skinke, hakkede grønsager og ost.
Serveres gerne med brød og stegt bacon.
Røræg kan også indgå som pynt på højt belagt smørrebrød.
Betegnelsen røræg bruges også om æggesnaps: en æggeblomme rørt med sukker i en kop.